# Rainbow Magicland

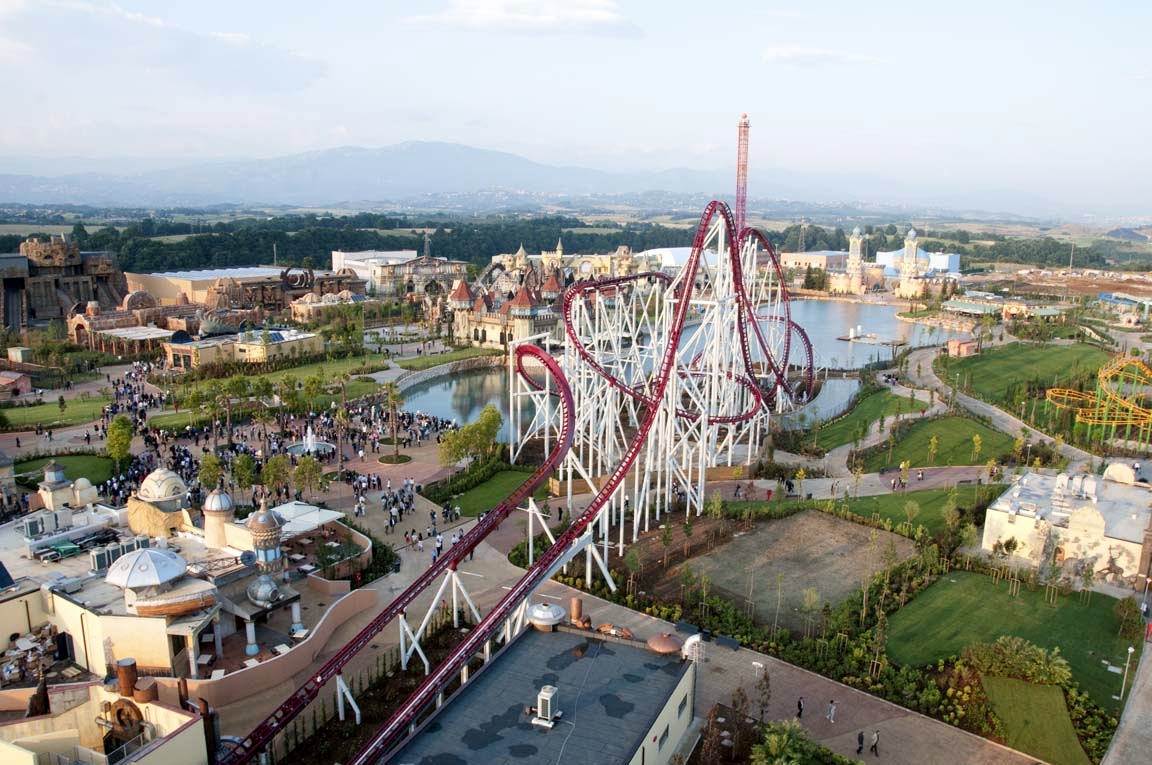
Вид на парк MagicLand с высоты птичьего полета

Rainbow Magicland — тематический парк развлечений. Находится вблизи города Вальмонтоне, в пригороде Рима. Парк был открыт 25 мая 2011 года.
Доступная площадь парка составляет около 600 000 м2, остальная территория (порядка 1 200 000 м2) ещё не освоена.
Главная тема парка — магия. На территории парка находятся 36 аттракционов, 2 театра, 28 ресторанов и кафе, а также магазины.
Самые примечательные аттракционы — Шок (американские горки, максимальная высота 35 м, скорость 100 км/ч достигается за 3 с), Мистика (башня свободного падения высотой 70 м), Калиостро (американские горки в закрытом помещении, скорость до 58 км/ч), Летающий остров (смотровая площадка, поднимающаяся на высоту до 50 м)